# Gian Alfonso Oldelli
Gian Alfonso Oldelli OFMCap (* 6. August 1733 in Mendrisio; † 5. März 1821 in Lugano) war ein Schweizer Kapuziner, Hochschullehrer und Heimatforscher.

## Leben
Gian Alfonso Oldelli war der Sohn des Stuckateurs Giovan Antonio Oldelli (* 4. April 1691 in Meride; † nach dem 7. März 1758) und dessen Ehefrau Anna, Tochter des Stuckateurs Santino Busi (1664–1736).
Sein Noviziat hatte er im Kloster Santa Maria degli Angeli in Lugano; anschliessend trat er in den Orden der Minderen Brüder ein.
Er war Lektor für Theologie in Como, Varese und Mailand. In der Zeit von 1788 bis 1791 war er Guardian des Klosters Santa Maria degli Angeli; 1793 war er für weitere drei Jahre auch Guardian des Klosters Santa Chiara in Neapel. 1815 wurde er Generalkommissar der Reformatenprovinz Insubrien und blieb dies bis zu seinem Tod. 

### Wirken
Gian Alfonso Oldelli war nicht nur ein Bussprediger, sondern befasste sich auch mit Theologie und Geschichte und war zu seiner Zeit einer der bekanntesten Kanzelredner der italienischen Schweiz, der auch in Nord- und Mittelitalien sowie in Wien predigte.
Sein Lexikon der berühmten Männer des Kantons Tessin, Dizionario storico ragionato degli uomini illustri del Canton Ticino, das er 1807, mit einem Nachtrag von 1811, herausgab, dient heute noch als wichtiges biografisches Nachschlagewerk.

## Ehrungen
In Mendrisio wurde ihm zu Ehren die Strasse Via Gian Alfonso Oldelli nach ihm benannt.

## Schriften (Auswahl)
- mit Giuseppe Galeazzi (Milano): Orazione in lode del beato Gandolfo da Binasco dell'ordine di S. Francesco recitata dal padre lettore Gian Alfonso da Mendrisio della più stretta Osservanza dello stesso ordine nella prima solenne festa celebratasi dai suoi religiosi di S. Maria presso Binasco. Presso Giuseppe Galeazzi regio stampatore, Milano 1779.
- Dialogo primo tra un cavaliere tedesco e un teologo lombardo sopra il voto di castità delle monache secolarizzate. Per gli Agnelli e comp., Lugano 1784. (Digitalisat auf e-rara).
- Dialogo secondo tra un cavaliere tedesco e un teologo lombardo sopra la dispensa del voto di castità delle monache secolarizzate. Per gli Agnelli e Comp., Lugano 1785. (Digitalisat auf e-rara).
- Vita del beato Pacifico Divini da Sanseverino sacerdote de' Minori Osservanti Riformati di S. Francesco. Lugano: Per gli Agnelli, 1786. (Digitalisat auf e-rara).
- Dialogo terzo e ultimo tra un cavaliere tedesco e un teologo lombardo di Tolindo Sellina in confutazione dell'autorità del principe riguardo a' voti de' propri sudditi di Vincenzo Besozzi. Per gli Agnelli e Comp., Lugano 1787.
- Dizionario storico ragionato degli uomini illustri del Canton Ticino. Francesco Veladini e Comp., Lugano 1807. (Digitalisat auf e-rara).